# Thích Huệ Đăng (sinh 1940)
Thượng tọa Thích Huệ Đăng (sinh năm 1940) là một tu sĩ Phật giáo nổi tiếng tại Việt Nam. Sư hiện là Giảng viên Cao đẳng Chuyên khoa Phật học, Ủy viên Ban Hoằng pháp Trung ương Giáo hội Phật giáo Việt Nam. Sư còn được biết đến là một nhà trồng hoa lan nổi tiếng và là một trong những người có công lớn trong việc phát triển nhân bản vô tính giống sâm Ngọc Linh tại Đà Lạt.

## Thân thế
Sư thế danh là Nguyễn Văn Sáu, sinh năm 1940 tại Sài Gòn. Năm Sư lên 9 tuổi, mẹ qua đời, 3 năm sau cha cũng qua đời.
Trước năm 1975, Sư làm tu sĩ tại gia với đạo hiệu là Thanh Quang, từng tham gia phục vụ trong Quân lực Việt Nam Cộng hòa như một binh sĩ cấp thấp.

## Đạo nghiệp
Mãi đến năm 36 tuổi, Sư mới xuất gia với Hòa thượng Thích Huệ Thành tại chùa Long Thiền (Đồng Nai), được ban pháp hiệu Huệ Đăng. Năm 1978, Sư thọ giới Sadi về núi Cấm ở Châu Đốc (An Giang). Năm 1980, Sư xuống núi tìm thầy học đạo và hành pháp sự. Năm 1984, Sư thọ giới Tỳ kheo, rồi lại lên núi La Bá (Đơn Dương, Lâm Đồng), tu tập 3 năm liền.
Năm 1994, Sư tham dự khóa Giảng sư hoằng pháp khóa Thiện Hoa do Ban Hoằng pháp Trung ương Giáo hội Phật giáo Việt Nam tổ chức tại Thành phố Hồ Chí Minh, tốt nghiệp năm 1997. Năm 1999, ông du học sang Ấn Độ, dự khóa đào tạo Sanrid, rồi trở thành Giảng sư Trung ương Giáo hội Phật giáo Việt Nam. Năm 2001, Sư tiếp tục học khóa Cao cấp giảng sư của Trung ương Giáo hội Phật giáo Việt Nam. Sau khi tốt nghiệp, Sư làm Giảng viên Cao đẳng Chuyên khoa Phật học, Ủy viên Ban Hoằng pháp Trung ương Giáo hội Phật giáo Việt Nam.

## Duyên nghiệp với hoa lan
Năm 1987, Sư lên Đà Lạt lập một tịnh thất nhỏ để tu tập. Với quan niệm người tu sĩ phải tự làm để mà nuôi sống bản thân, Sư đã thể hiện sự quan tâm đối với nghề trồng địa lan khi mà những người trồng lan ở xứ sở này hầu hết đã bỏ nghề vì thị trường xuất khẩu hoa sang Liên Xô và các nước Đông Âu không còn nữa. Sư bắt đầu tìm tòi học hỏi về cách trồng hoa và bắt đầu bán hoa lan để lấy tiền làm Phật sự kể từ năm 1990.
Năm 1994, khi tham gia khóa Giảng sư hoằng pháp tại Thành phố Hồ Chí Minh, Sư đồng thời cũng tham dự các khóa học dự thính về phương pháp cấy mô hoa lan tại trường Đại học Nông Lâm TP.HCM. Sau khi tốt nghiệp Giảng sư Phật học, Sư trở về Đà Lạt thực nghiệm những kiến thức học được.
Với kiến thức có được, cùng với kinh nghiệm thực hành, trong một thời gian dài, Sư dần hình thành 2 cơ sở nghiên cứu và trồng hoa lan, vừa nghiên cứu bảo tồn các loài lan quý tại Việt Nam, vừa tạo công ăn việc làm cho nhiều Phật tử quanh vùng. Sư đã thành lập Công ty Trách nhiệm Hữu hạn Hoa lan Thanh Quang do chính Sư làm Giám đốc, từng bước phát triển cả về quy mô lẫn uy tín trên thị trường, xuất khẩu hoa lan ra thị trường thế giới, nhất là Nhật Bản.
Bên cạnh việc nghiên cứu học hỏi kinh nghiệm từ những quốc gia trồng hoa tiên tiếng trên thế giới như Úc, Pháp, Hà Lan..., Sư còn tổ chức Trung tâm thực nghiệm nhân nuôi tế bào, thành viên Hiệp hội Cấy mô Đà Lạt. Với những kết quả nghiên cứu của mình, cùng với các cộng sự, Sư đã thực hiện thành công việc phát triển hồng môn, đặc biệt là việc nhân bản và phát triển giống cây sâm Ngọc Linh ở Đà Lạt.
Hiện tại, ngoài việc là một Giảng sư Cao đẳng Phật học, Sư còn là Hội phó Hội Hoa lan Đà Lạt, Hội viên Hội Doanh nghiệp Lâm Đồng. Năm 2007, Sư được bình chọn là một trong 100 doanh nhân tiêu biểu của cả nước vì những đóng góp không mệt mỏi của mình cho nền kinh tế Việt Nam.

## Các tác phẩm chủ yếu
Là một giảng sư Phật học, Sư có nhiều tác phẩm được in bằng tiền bán hoa lan.
1. Luận Giảng Kinh Hoa Nghiêm
2. Luận Giảng Kinh Thủ Lăng Nghiêm
3. Luận Giảng Kinh Lăng Già
4. Luận Giảng Kinh Duy Ma Cật
5. Luận Giảng Kinh Đại Bửu Tích
6. Thiền Ứng Dụng Vào Cuộc Sống
7. Luận Giảng Pháp Bửu Đàn Kinh
8. Luận Giảng Bát Nhã Tâm Kinh
9. Luận Giảng Kim Cang Thừa
10. Luận Giảng Kim Cang Bát Nhã
11. Luận Giảng Kinh Đại Nhật
12. Luận Giảng Đại Thừa Tư Tưởng Luận
13. Luận Giảng Đại Trí Độ Luận (5 tập)
14. Luận Giảng Diệu Pháp Liên Hoa Kinh
15. Luận Giảng Kinh Viên Giác
16. Luận Giảng Đại Thừa Khởi Tín
17. Hành Trình Về Tâm Thức
18. Luận Giảng Kinh Lăng Già (bổ sung tái bản)
19. Luận Giảng Kinh Đại Bát Niết Bàn
20. Luận giảng Đại Trí Độ Luận
21. Tổng Luận Mật Tông

Ngoài ra Sư còn có nhiều bài giảng về kinh tế như "Ứng dụng Phật giáo vào kinh tế", "Cái tâm trong kinh tế", "Đạo Phật và đạo kinh doanh", "Đạo đức bán buôn trong nền kinh tế thị trường"...

## Câu nổi tiếng
"Lấy tâm làm cha, lấy trí tuệ làm mẹ, lấy cộng đồng làm quyến thuộc."
Câu nói của ông đã được dùng tại Hội nghị Quốc tế Trần Nhân Tông khi nhận xét Trần Nhân Tông đã dùng Phật lý để đánh đuổi quân Mông và hành đạo. 
| “ | "Sự thành công của Trần Nhân Tông hiện thực rõ trí tuệ thanh tịnh từ chân tâm ứng dụng là thù thắng nhất để thể hiện rõ chân lý Phật pháp tại thế gian, chẳng lìa thế gian mà thành tựu, bất cứ người nào vì cộng đồng, đi vào danh lợi mà không vướng mắc danh lợi mới ứng dụng được trí tuệ nơi đời, thì đều phải ứng dụng tư tưởng lớn này mới thành tựu sự nghiệp". | ” |

```
"Tôi đi tìm tôi
 Tôi không thấy tôi 
 Ai thấy tôi chỉ dùm tôi
 Tôi là tôi"
```